# Эйснер, Фёдор Фёдорович
Фёдор Фёдорович Эйснер (13.02.1916, Москва — 03.10.1986) — учёный, зоотехник, член-корреспондент ВАСХНИЛ (1970).
В 1937 г. окончил Московскую сельскохозяйственную академию им. К. А. Тимирязева. Занимаемые должности:
- 1938—1940 и. о. старшего научного сотрудника Всесоюзного института коневодства;
- 1940—1942 и. о. ст. н. с. Узбекского института животноводства;
- 1942—1944 начальник Управления животноводства Хорезмского облземотдела Узбекской ССР;
- Аспирант (1944—1947), старший научный сотрудник (1947—1949) ВНИИ животноводства;
- Старший научный сотрудник (1949—1954), зам. директора по научной работе (1954—1983), консультант (с 1983) Института животноводства Лесостепи и Полесья УССР.

Доктор с.-х. наук (1966), профессор (1967), член-корреспондент ВАСХНИЛ (1970). 
Автор работ по разведению крупного рогатого скота и молочному животноводству. Научные публикации:
- Как составить план племенной работы с крупным рогатым скотом. — М.: Колос, 1969. — 119 с.
- Совершенствование стада на промышленной ферме. — М.: Знание, 1972. — 48 с.
- Воспроизводство стада на молочных фермах индустриального типа / Соавт.: А. А. Омельяненко, Ю. Д. Шаповалов. — М.: Колос, 1978. — 203 с.
- Теория и практика племенного дела в скотоводстве. — Киев: Урожай, 1981. — 191 с.
- Племенная работа с молочным скотом. — М.: Агропромиздат, 1986. — 184 с.

Награждён двумя орденами Трудового Красного Знамени (1966, 1979), двумя орденами «Знак Почета» (1958, 1971), 2 медалями СССР, золотой и 4 бронзовыми медалями ВДНХ, золотой медалью им. академика М. Ф. Иванова.